# Fourth Division 1973-1974
La Fourth Division 1973-1974 è stato il 16º campionato inglese di calcio di quarta divisione. Ad aggiudicarsi il titolo di campione di lega per la seconda volta nella sua storia, è stato il Peterborough United, tornato al successo dopo tredici anni e risalito dopo sette nella categoria superiore. Le altre promozioni in Third Division sono state invece conseguite dal Gillingham (2º classificato), dal Colchester United (che dopo la rielezione nella lega, ha ottenuto la terza promozione in terza divisione, piazzandosi al 3º posto) e dal Bury (4º classificato).
Capocannoniere del torneo è stato Brian Yeo (Gillingham) con 31 reti.

## Stagione

### Novità
Al termine della stagione precedente insieme ai campioni di lega del Southport, salirono in Third Division anche: il neoeletto Hereford United (2º classificato, al debutto nel calcio professionistico inglese), il Cambridge United (3º classificato) e l'Aldershot (4º classificato).
Queste squadre furono rimpiazzate dalla quattro retrocesse provenienti dalla divisione superiore: Rotherham United (relegato per la prima volta nel quarto livello del calcio inglese), Brentford, Swansea City e Scunthorpe United.
Il Crewe Alexandra, il Colchester United, il Northampton Town ed il Darlington che occuparono le ultime quattro posizioni della classifica, vennero rieletti in Football League dopo una votazione che ebbe il seguente responso:
| Club              | Lega                    | Voti | Verdetto   |
| ----------------- | ----------------------- | ---- | ---------- |
| Colchester United | Fourth Division         | 48   | Rieletto   |
| Northampton Town  | Fourth Division         | 43   | Rieletto   |
| Crewe Alexandra   | Fourth Division         | 36   | Rieletto   |
| Darlington        | Fourth Division         | 26   | Rieletto   |
| Yeovil Town       | Southern League         | 14   | Non eletto |
| Kettering Town    | Southern League         | 12   | Non eletto |
| Wigan Athletic    | Northern Premier League | 10   | Non eletto |
| Chelmsford City   | Southern League         | 4    | Non eletto |
| Cambridge City    | Southern League         | 1    | Non eletto |
| Nuneaton Borough  | Southern League         | 1    | Non eletto |
| Telford United    | Southern League         | 1    | Non eletto |
| Bedford Town      | Southern League         | 0    | Non eletto |
| Boston United     | Northern Premier League | 0    | Non eletto |
| Wimbledon FC      | Southern League         | 0    | Non eletto |

### Formula
Le prime quattro classificate venivano promosse in Third Division, mentre le ultime quattro erano sottoposte al processo di rielezione.

## Squadre partecipanti
| Squadra             | Città             | Stadio              | Stagione precedente                     |
| ------------------- | ----------------- | ------------------- | --------------------------------------- |
| Barnsley            | Barnsley          | Oakwell             | 14º posto in Fourth Division            |
| Bradford City       | Bradford          | Valley Parade       | 16º posto in Fourth Division            |
| Brentford           | Londra (Hounslow) | Griffin Park        | 22º posto in Third Division, retrocesso |
| Bury                | Bury              | Gigg Lane           | 12º posto in Fourth Division            |
| Chester             | Chester           | Sealand Road        | 15º posto in Fourth Division            |
| Colchester United   | Colchester        | Layer Road          | 22º posto in Fourth Division, rieletto  |
| Crewe Alexandra     | Crewe             | Gresty Road         | 21º posto in Fourth Division, rieletto  |
| Darlington          | Darlington        | Feethams Ground     | 24º posto in Fourth Division, rieletto  |
| Doncaster Rovers    | Doncaster         | Belle Vue           | 17º posto in Fourth Division            |
| Exeter City         | Exeter            | St James Park       | 8º posto in Fourth Division             |
| Gillingham          | Gillingham        | Priestfield Stadium | 9º posto in Fourth Division             |
| Hartlepool United   | Hartlepool        | Victoria Park       | 20º posto in Fourth Division            |
| Lincoln City        | Lincoln           | Sincil Bank         | 10º posto in Fourth Division            |
| Mansfield Town      | Mansfield         | Field Mill          | 6º posto in Fourth Division             |
| Newport County      | Newport           | Somerton Park       | 5º posto in Fourth Division             |
| Northampton Town    | Northampton       | County Ground       | 23º posto in Fourth Division, rieletto  |
| Peterborough United | Peterborough      | London Road         | 19º posto in Fourth Division            |
| Reading             | Reading           | Elm Park            | 7º posto in Fourth Division             |
| Rotherham United    | Rotherham         | Millmoor            | 21º posto in Third Division, retrocesso |
| Scunthorpe United   | Scunthorpe        | Old Showground      | 24º posto in Third Division, retrocesso |
| Stockport County    | Stockport         | Edgeley Park        | 11º posto in Fourth Division            |
| Swansea City        | Swansea           | Vetch Field         | 23º posto in Third Division, retrocesso |
| Torquay United      | Torquay           | Plainmoor           | 18º posto in Fourth Division            |
| Workington          | Workington        | Borough Park        | 13º posto in Fourth Division            |

## Classifica finale
|  | Pos. | Squadra             | Pt | G  | V  | N  | P  | GF | GS | QR    |
|  | ---- | ------------------- | -- | -- | -- | -- | -- | -- | -- | ----- |
|  | 1    | Peterborough Utd    | 65 | 46 | 27 | 11 | 8  | 75 | 38 | 1.974 |
|  | 2    | Gillingham          | 62 | 46 | 25 | 12 | 9  | 90 | 49 | 1.837 |
|  | 3    | Colchester Utd      | 60 | 46 | 24 | 12 | 10 | 73 | 36 | 2.028 |
|  | 4    | Bury                | 59 | 46 | 24 | 11 | 11 | 81 | 49 | 1.653 |
|  | 5    | Northampton Town    | 53 | 46 | 20 | 13 | 13 | 63 | 48 | 1.313 |
|  | 6    | Reading             | 51 | 46 | 16 | 19 | 11 | 58 | 37 | 1.568 |
|  | 7    | Chester             | 49 | 46 | 17 | 15 | 14 | 54 | 55 | 0.982 |
|  | 8    | Bradford City       | 48 | 46 | 17 | 14 | 15 | 58 | 52 | 1.115 |
|  | 9    | Newport County (-1) | 45 | 46 | 16 | 14 | 16 | 56 | 65 | 0.862 |
|  | 10   | Exeter City         | 44 | 46 | 18 | 8  | 19 | 58 | 55 | 1.055 |
|  | 11   | Hartlepool Utd      | 44 | 46 | 16 | 12 | 18 | 48 | 47 | 1.021 |
|  | 12   | Lincoln City        | 44 | 46 | 16 | 12 | 18 | 63 | 67 | 0.940 |
|  | 13   | Barnsley            | 44 | 46 | 17 | 10 | 19 | 58 | 64 | 0.906 |
|  | 14   | Swansea City        | 43 | 46 | 16 | 11 | 19 | 45 | 46 | 0.978 |
|  | 15   | Rotherham Utd       | 43 | 46 | 15 | 13 | 18 | 56 | 58 | 0.966 |
|  | 16   | Torquay Utd         | 43 | 46 | 13 | 17 | 16 | 52 | 57 | 0.912 |
|  | 17   | Mansfield Town      | 43 | 46 | 13 | 17 | 16 | 62 | 69 | 0.899 |
|  | 18   | Scunthorpe Utd      | 42 | 46 | 14 | 12 | 19 | 47 | 64 | 0.734 |
|  | 19   | Brentford           | 40 | 46 | 12 | 16 | 18 | 48 | 50 | 0.960 |
|  | 20   | Darlington          | 39 | 46 | 13 | 13 | 20 | 40 | 62 | 0.645 |
|  | 21   | Crewe Alexandra     | 38 | 46 | 14 | 10 | 22 | 43 | 71 | 0.606 |
|  | 22   | Doncaster           | 35 | 46 | 12 | 11 | 23 | 47 | 80 | 0.588 |
|  | 23   | Workington          | 35 | 46 | 11 | 13 | 22 | 43 | 74 | 0.581 |
|  | 24   | Stockport County    | 34 | 46 | 7  | 20 | 19 | 44 | 69 | 0.638 |

Legenda:
      Promosso in Third Division 1974-1975.
      Rieletto nella Football League.
Regolamento:
Due punti a vittoria, uno a pareggio, zero a sconfitta.
A parità di punti le squadre venivano classificate secondo il quoziente reti.
Note:

Il Newport County è stato sanzionato con 1 punto di penalizzazione per aver schierato in campo un calciatore non eleggibile nella gara esterna con il Peterborough United del 9 marzo 1974.
L'Exeter City è stato punito con la sconfitta a tavolino per non essersi presentato sul campo dello Scunthorpe United il 2 aprile 1974.